# Pallás
Pallás – (latinsky Pallas) v řecké mytologii je syn Titána Kría a jeho manželky Eurybie, dcery boha mořských hlubin Ponta.
Je manželem bohyně Stygy, s níž měl potomky:
- Níké (Vítězství)
- Kratos (Síla)
- Biá (Násilí)
- Zélos (Úsilí, Snaha)

Jeho sourozenci jsou:
- Astraios, otec hvězd a větrů
- Persés – Titán